# 魔像・十七の首
『魔像・十七の首』（まぞう・じゅうななのくび）は、朝日放送が制作、1969年に放送された連続テレビ時代劇。西宮酒造（現：日本盛）の一社提供で、『ニホンサカリアワー』という枠名が付いている。主演は田村高廣。阪東妻三郎が3度主演した映画『魔像』（原作：林不忘『新版大岡政談 魔像』）を、妻三郎の17回忌にあたる1969年にテレビで映像化したものである。この作品で田村三兄弟が時代劇初の共演を果たした。

## 配役
- 田村高廣 : 茨右近
- 田村正和
- 宇津宮雅代
- 渡辺美佐子
- 松山省二
- 吉行和子
- 中村錦之助